# Lycorina artavia
Lycorina artavia är en stekelart som beskrevs av Ian D. Gauld 1997. Lycorina artavia ingår i släktet Lycorina och familjen brokparasitsteklar. Inga underarter finns listade i Catalogue of Life.